# Омело
Омело (бел. Амяло) — деревня в Червенском районе Минской области Беларуси. Входит в состав Ляденского сельсовета.

## Географическое положение
Расположена в 18 километрах к северо-востоку от Червеня, в 81 км от Минска, в 20 км от железнодорожной станции Гродзянка линии Гродзянка—Верейцы.

## История
Населённый пункт известен с начала XX века. На 1908 год урочище Имело в составе Юровичской волости Игуменского уезда Минской губернии, где насчитывалось 4 двора и 20 жителей.
На 1917 год фольварок в составе Хуторской волости в 1 двор, где был 21 житель (13 мужчин и 8 женщин). 20 августа 1924 года вошёл в состав вновь образованного Хуторского сельсовета Червенского района Минского округа (с 20 февраля 1938 — Минской области). В 1929 году здесь был организован колхоз «Красное Омело», при нём была кузница. Во время Великой Отечественной войны 12 жителей деревни не вернулись с фронта. На 1960 год население деревни составило 75 человек. На 1980-е годы она относилась к совхозу «Нива». На 1997 год здесь насчитывалось 7 домов, жили 12 человек.
30 октября 2009 года в связи с упразднением Хуторского сельсовета вошла в Колодежский сельсовет. 28 мая 2013 года передана в состав Ляденского сельсовета. На 2013 год 2 круглогодично жилых дома, 2 постоянных жителя

## Население
- 1908 — 4 двора, 20 жителей
- 1917 — 1 двор, 21 житель
- 1960 — 75 жителей
- 1997 — 7 дворов, 12 жителей
- 2013 — 2 двора, 2 жителя